# Юдин, Андрей Дмитриевич
Андре́й Дми́триевич Ю́дин (род. 6 июня 1996, Тольятти, Россия) — российский батутист, чемпион мира 2015 года, чемпион Европы 2014 года, Мастер спорта России международного класса (2014).

## Спортивная биография
Заниматься прыжками на батуте Андрей начал в 2003 году. С 2007 года Юдин стал выступать на международных соревнованиях. Первое время он принимал участие в дисциплине двойной минитрамп. В апреле 2014 года Юдин в составе сборной России стал чемпионом Европы в командных прыжках на батуте. Осенью того же года Юдин выступил на чемпионате мира в США. По итогам квалификационного раунда в индивидуальных прыжках Андрей занял высокое шестое место, однако слабое выступление в полуфинале не позволило ему побороться за медали. В синхронных прыжках Юдин выступал в паре с серебряным призёром Игр в Лондоне Дмитрием Ушаковым, но добиться высокого результата им не удалось. Квалификационный раунд они закончили 24-ми и завершили борьбу за медали. 15 декабря 2014 года Юдину было присвоено звание Мастер спорта России международного класса.
В 2015 году Юдин стал обладателем сразу двух медалей чемпионата мира в датском Оденсе. В командном турнире российская сборная завоевала золотые медали, а в личном первенстве Андрей выиграл бронзовую медаль. Этот результат принёс сборной России олимпийскую лицензию для участия в Играх 2016 года. После окончания мирового первенства главный тренер сборной России по прыжкам на батуте Николай Макаров заявил, что Юдин гарантировал себе место в олимпийской команде.

## Личная жизнь
- Родители — Жанна Владимировна и Дмитрий Владимирович.
- Обучался в МОУ СШ № 21 города Тольятти.
- Окончил Тольяттинский государственный университет